# 髀關穴
髀關穴是属于足陽明胃經的腧穴。

## 定位
在大腿外前側，當髂前上棘與髕骨外上緣的連線上，大腿彎曲時與會陰相平，縫匠肌外側凹陷處。

## 主治
下肢痿痺、疼痛等。

## 操作
直刺0.8～1.2寸；可灸。